# Ours-Pierre-Armand Petit-Dufrénoy
Ours-Pierre-Armand Petit-Dufrénoy (Sevran, 5 settembre 1792 – Parigi, 20 ottobre 1857) è stato un geologo e mineralogista francese.

## Biografia
Dopo aver studiato al Liceo nel 1811, studiò fino al 1813 al Politecnico e poi entrò nel Corpo dei Minatori.
Insegnò all'École des mines e ne fu direttore. Fu insegnante di geologia all'École des Ponts et Chausées.
Il 6 gennaio 1839 divenne socio dell'Accademia delle scienze di Torino.
Con Jean Baptiste Elie de Beaumont pubblicò, nel 1841, la Mappa geologica della Francia, frutto di 13 anni di lavoro.
I due studiosi pubblicarono anche Viaggio metallurgico in Inghilterra, Ricordi per fornire una descrizione geologica della Francia e Memorie.
Dufrénoy scrisse anche trattati sulle miniere di ferro dei Pirenei e trattati di mineralogia.
Contribuì a vari Annali delle miniere e a diverse pubblicazioni scientifiche. Dufrénoy, per gli ultimi periodi della sua vita, fu commendatore della legion d'onore.